# 샤를 발랑탱 알캉

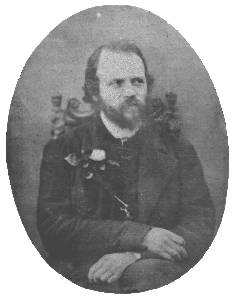
샤를 발랑탱 알캉

샤를 발랑탱 알캉(프랑스어: Charles-Valentin Alkan, 1813년 11월 30일 ~ 1888년 3월 29일)은 프랑스의 피아니스트·작곡가다. 프란츠 리스트(1811~86)와 거의 같은 시대 사람이다. 

## 생애
그는 프랑스의 유대인 작곡가이자 비르투오소 피아니스트였다. 그의 명성이 최고로 달해있을 때인 1830년대와 1840년대에 그는 프레데리크 쇼팽과 프란츠 리스트와 함께 파리에서 시대를 이끄는 피아니스트였다. 그는 파리에서 그의 거의 모든 인생을 보냈다.
알캉은 그가 6살이 되기 이전에 입학한 파리 음악원에서 많은 상을 받았다. 그의 살롱과 콘서트홀에서의 경력은 대중공연에서의 긴 부재로 드문드문 기록되어있다. 그는 외젠 들라크루아와 조르주 상드와 같은 친구와 같이 파리 예술계에서 넓은 인맥을 가지고 있었지만 1848년부터 그는 고독하고 은둔적인 생활을 시작했다. 그는 은둔적인 생활을 하면서 거의 모든 작품을 피아노만을 위하여 작곡하며 작곡을 지속했다. 이 시기에 그는 다른 작품과 함께 대규모의 메이저 에튀드(Op.35)와 마이너 에튀드(Op.39)를 출판하였다. 후반부에는 '피아노 솔로를 위한 교향곡(Op.39, nos. 4-7)'과 '피아노 솔로를 위한 협주곡(Op.39, nos. 8-10)'이 포함되어있으며, 이 작품들은 종종 그의 굉장히 음악적이며 굉장한 테크닉적인 기교를 담고있는 걸작으로 거론된다. 알캉은 자진적인 은퇴를 하며 1870년대에 다시 모습을 드러내었는데, 이는 새로운 세대의 프랑스 음악가들을 위해 다수의 리사이틀을 제공하기 위함이었다.
알캉의 유대교적 출신에 대한 애착은 그의 삶과 작품에서 고스란히 나타난다. 그는 유대교적 선율을 최초로 예술 음악에 포함시킨 작곡가였다. 히브리어와 그리스어에 능통했던 알캉은 많은 시간을 프랑스어로 성경을 번역하는 데에 할애하였다. 그의 많은 음악적인 작품들처럼 이 때에 번역했던 번역본은 분실되어있다. 알캉은 결혼을 하지 않았지만 그의 법적 아들 델라보르드는 알캉과 같이 피아노와 페달 피아노의 비르투오소 연주자였으며 많은 노년의 작곡가들의 작품들을 편집하였다.
그의 죽음 이후 알캉의 음악은 잊혀졌으며 페루치오 부소니, 에곤 페트리, 그리고 카키코스루 소랍지를 포함한 음악가들이 지지했다. 1960년대 후반 이후로 레이몬드 르웬탈과 로날드 스미스가 주도하여 많은 피아니스트들이 그의 음악을 녹음했고 피아니스트들이 자주 연주하는 연주 레퍼토리로 되돌려놓았다.
그의 사망증명서에 의하면, 알캉은 1888년 3월 29일 파리에서 사망하였다. 알캉은 몽마르트 묘지의 유대인 묘지 쪽에  4월 1일에 묻혔으며 그의 여동생 Celeste도 같은 무덤에 묻혔다.
많은 해 동안 알캉은 책장 높은 칸에 위치한 한 권의 탈무드를 꺼내려다 책장이 넘어지며 사망하였다고 믿어졌지만 피아니스트 Isidor Philipp에 의해 유포된 이 이야기는 신음하는 소리를 들은 아파트 관리인이 무거운 옷걸이 아래에 깔린 채 주방에 엎드려있는 알캉을 발견하였다는 알캉의 문하생에 의해 작성된 동시대의 편지를 발견한 Hugh Macdonald에 의해 묵살되었다. 그는 기절하며 지지를 위해 무언가를 잡으려다가 옷걸이에 깔린 것으로 추측된다. 그는 전하는 바에 의하면 그의 침실로 옮겨졌고, 이후 오후에 사망한 것으로 알려진다.
책장 이야기는 알캉의 가족이 있었던 메츠라는 도시의 Arteh Leib ben Asher라는 이름의 라비(유대교의 지도자)에 의해 알려진 것으로 추측된다.

## 작품
프레데리크 쇼팽과 비슷하게 소수의 작품들(첼로 소나타 마장조 작품번호 47 등)을 뺀다면 거의 다가 피아노곡이다.